# Ælfwynn
Ælfwynn je bila gospa Mercijaca nekoliko mjeseci 918. godine.
Ælfwynn je bila jedino dijete lorda Æthelreda i njegove supruge Æthelflæd. Stupanje na tron u Ælfwynnom slučaju bilo je doista neobično u ranom srednjem vijeku. 
Anglosaska kronika sadrži spomen Ælfwynn:
„Kćeri Æthelreda, lorda Mercijaca, oduzeta je vlast nad Mercijom...”